# Hillman, Michigan
Hillman är en ort i Montmorency County i delstaten Michigan, USA.